# Batteria agli ioni di litio a film sottile
La batteria agli ioni di litio a film sottile è una forma di batteria a stato solido. Il suo sviluppo è motivato dalla prospettiva di combinare i vantaggi delle batterie a stato solido con i vantaggi dei processi di produzione a film sottile.
La tecnologia delle batterie al litio a film sottile consiste nell'utilizzo di un elettrolita solido  utilizzando processi di produzione a film sottile. Questa tecnologia offre numerosi vantaggi rispetto alle batterie tradizionali, tra cui una maggiore densità di energia, potenza e flessibilità. Inoltre, l'utilizzo di processi di produzione a film sottile può ridurre i costi di produzione e consentire l'uso di materiali economici. La costruzione a film sottile consente anche celle flessibili spesse solo pochi micron. La tecnologia delle batterie al litio a film sottile è in fase di sviluppo e si prevede che possa avere un impatto significativo sull'industria delle batterie in futuro.

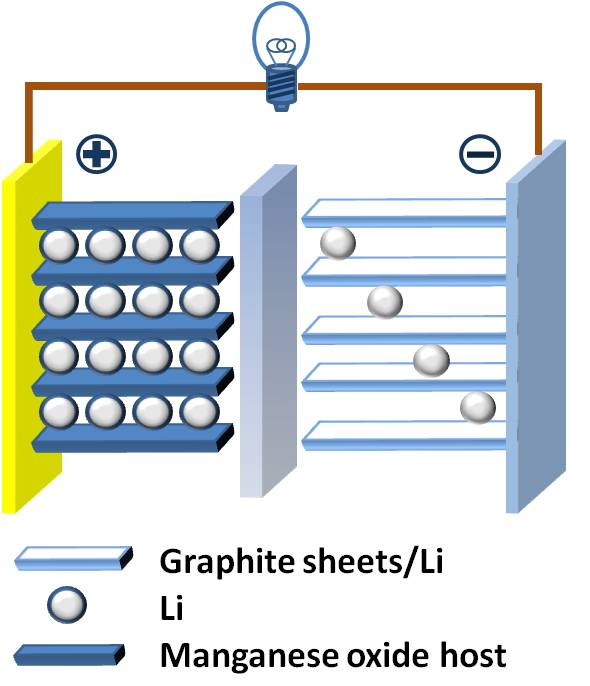
Batteria agli ioni di litio

## Contesto
Le batterie agli ioni di litio immagazzinano energia chimica in sostanze reattive negli anodi e nei catodi di una cella. Di solito, gli anodi e i catodi scambiano ioni di litio (Li+) attraverso un elettrolita liquido che passa attraverso un separatore poroso che impedisce il contatto diretto tra anodo e catodo. Tale contatto porterebbe a un cortocircuito interno e a una reazione potenzialmente pericolosa e incontrollata. La corrente elettrica viene solitamente trasportata da collettori conduttivi negli anodi e nei catodi verso e dai terminali negativo e positivo della cella (rispettivamente).
In una batteria al litio a film sottile, l'elettrolita è solido e gli altri componenti vengono depositati in strati su un substrato. In alcuni progetti, l'elettrolita solido serve anche come separatore.

## Componenti della batteria a film sottile

### Materiali catodici
I materiali utilizzati come catodi nelle batterie al litio a film sottile sono gli stessi di quelli utilizzati nelle batterie al litio tradizionali, ovvero ossidi di metalli. Tali materiali vengono depositati come un film su un substrato attraverso vari metodi. Gli ossidi di metalli utilizzati come catodi presentano caratteristiche specifiche come capacità specifica (Λ), tensione di circuito aperto (Voc) e densità di energia (DE) che influenzano le prestazioni della batteria. La scelta del materiale catodico è un fattore importante nello sviluppo delle batterie al litio a film sottile e diverse combinazioni di materiali vengono attualmente studiate per migliorare le prestazioni delle batterie.
|           | Λ (Ah/kg) | V (V) | D (Wh/kg) |
| --------- | --------- | ----- | --------- |
| LiCoO2    | 145       | 4     | 580       |
| LiMn2O4 _ | 148       | 4     | 592       |
| LiFePO 4  | 170       | 3.4   | 578       |

| DE = Λ V OC                         |
| Λ : capacità (mAh/g)                |
| VOC : Potenziale di circuito aperto |

### Metodi di deposizione per materiali catodici
Esistono vari metodi utilizzati per depositare i materiali catodici a film sottile sul collettore di corrente.

#### Deposizione con laser a impulsi (PLD)
La deposizione con laser a impulsi (PLD) è un metodo di fabbricazione dei materiali in cui vengono controllati parametri come l'energia e la fluenza del laser, la temperatura del substrato, la pressione di fondo e la distanza tra il target e il substrato. Questo metodo permette di depositare film sottili di materiali catodici su un collettore di corrente. La precisione e la riproducibilità del processo PLD dipendono dalle condizioni operative, e il controllo preciso dei parametri sopra menzionati è importante per ottenere film sottili di alta qualità con caratteristiche desiderate.

#### Polverizzazione catodica
Con la polverizzazione catodica, il substrato viene raffreddato durante la deposizione. Questo metodo di deposizione utilizza un bersaglio metallico che viene bombardato da ioni ad alta energia, causando l'emissione di particelle (atomi o ioni) del bersaglio che depositano su un substrato per creare un film sottile di materiale. Il raffreddamento del substrato durante la deposizione è importante per evitare la deformazione termica del substrato e migliorare la qualità del film depositato.

#### Deposizione chimica da vapore (CVD)
Con la deposizione chimica da vapore (CVD), i materiali precursori volatili vengono depositati su un substrato. Questo metodo di deposizione utilizza precursori chimici volatili che vengono portati in prossimità del substrato, dove reagiscono e depositano un film sottile di materiale. La CVD è utilizzata per depositare una vasta gamma di materiali, tra cui ossidi, nitruri, carburi e metalli. La CVD è un metodo versatile in quanto permette di depositare film sottili su una vasta gamma di substrati, tra cui metalli, vetro, ceramiche e polimeri.

#### Processo sol-gel
Il processo Sol-gel permette di ottenere una miscela omogenea dei materiali precursori a livello atomico. Questa tecnica di deposizione utilizza un precursore sol-gel, che è una soluzione contenente precursori chimici in una forma colloidale, che viene successivamente trattata per condensare il materiale depositato su un substrato. Il vantaggio di questo processo è che permette di ottenere una miscela molto omogenea dei precursori a livello atomico, migliorando la qualità del film depositato.

### Elettrolita
La principale differenza tra le batterie al litio ioni tradizionali e quelle sottili e flessibili è il materiale dell'elettrolita utilizzato. I progressi nelle batterie agli ioni di litio dipendono tanto dalle migliorie dell'elettrolita quanto dai materiali degli elettrodi, poiché l'elettrolita svolge un ruolo fondamentale nel funzionamento sicura della batteria.
Il concetto delle batterie agli ioni di litio a film sottile è sempre più motivato dai vantaggi nella produzione offerti dalla tecnologia polimerica per l'utilizzo come elettroliti. LiPON, ovvero ossinitride di fosforo e litio, è un materiale vitreo amorfo utilizzato come elettrolita in batterie flessibili a film sottile. Strati di LiPON vengono depositati sui materiali catodici a temperatura ambiente mediante polverizzazione catodica. Questo forma l'elettrolita solido utilizzato per la conduzione di ioni tra anodo e catodo. LiBON, ovvero ossinitride di boro e litio, è un altro materiale vitreo amorfo utilizzato come elettrolita solido in batterie flessibili a film sottile.
Gli elettroliti polimerici solidi offrono numerosi vantaggi rispetto alle batterie al litio tradizionali. Invece di avere componenti separati per l'elettrolita, il legante e il separatore, questi elettroliti solidi possono agire come tutti e tre. Ciò aumenta la densità di energia complessiva della batteria assemblata poiché i costituenti di tutta la cella risultano più compatti.

### Materiale del separatore
I materiali separatori utilizzati nelle batterie agli ioni di litio non devono impedire il passaggio degli ioni di litio, ma al contempo evitare il contatto fisico tra i materiali dell'anodo e del catodo, evitando così cortocircuiti. In una cella liquida, questo separatore può essere una rete di vetro o di polimero poroso che consente il trasporto degli ioni attraverso l'elettrolita liquido attraverso i pori, ma mantiene gli elettrodi separati evitando i cortocircuiti. Tuttavia, in una batteria a film sottile l'elettrolita è un solido, il che soddisfa comodamente sia i requisiti di trasporto degli ioni che quelli di separazione fisica senza la necessità di un separatore dedicato.

### Collettori di corrente
I collettori di corrente nelle batterie a film sottile devono essere flessibili, avere un'alta area superficiale e essere economicamente vantaggiosi. I nanofili d'argento con un'area superficiale e un peso di carico migliorati sono stati dimostrati funzionare come collettore di corrente in questi sistemi di batterie, ma non sono ancora così convenienti come desiderato. Estendendo la tecnologia del grafite alle batterie agli ioni di litio, si stanno esplorando i film di nanotubi di carbonio (CNT) prodotti in soluzione per l'utilizzo sia come collettore di corrente che come materiale dell'anodo. I CNT hanno la capacità di intercalare il litio e di mantenere tensioni operative elevate, tutto con un carico di massa basso e flessibilità.

## Vantaggi e sfide
Le batterie batterie agli ioni di litio a film sottile offrono prestazioni migliori rispetto alle batterie batterie agli ioni di litio tradizionali, grazie alla loro tensione di uscita media più elevata, al loro peso più leggero e quindi ad una maggiore densità di energia (3 volte), una maggiore longevità (1200 cicli di ricarica senza degradarsi) e possono funzionare in una gamma più ampia di temperature (tra -20 e 60 °C).
Le celle di trasferimento agli ioni di litio sono le più promettenti per soddisfare la domanda di energia specifica elevata e potenza elevata e potrebbero essere più economiche da produrre.
Le batterie agli ioni di litio a film sottile sono caratterizzate dalla capacità degli elettrodi di lasciar passare il litio in modo in ambo le direzioni. La loro costruzione richiede la fabbricazione di tutti i componenti della batteria, come anodo, elettrolita solido, catodo e conduttori di corrente, mediante tecnologie adeguate in modo da ottenere strati sottili sovrapposti.
In un sistema basato su film sottili, l'elettrolita è normalmente solido ed è in grado di conformarsi alla forma della batteria. Le batterie agli ioni di litio tradizionali, invece, normalmente utilizzano un elettrolita liquido. Gli elettroliti liquidi possono essere difficili da utilizzare se non sono compatibili con il separatore. Inoltre gli elettroliti liquidi, in generale,  portano ad un aumento del volume complessivo della batteria, il che non è ideale per la progettazione un sistema ad alta densità energetica. Inoltre, in una batteria agli ioni di litio flessibile a film sottile, l'elettrolita, che di solito è a base polimerica, può agire come elettrolita, separatore e legante. Ciò permette di avere sistemi flessibili poiché il problema di fuoriuscita di elettrolita non è possibile. Infine, i sistemi solidi possono essere impilati strettamente, il che consente un aumento della densità di energia rispetto alle batterie agli ioni di litio tradizionali.
I separatori nella batterie agli ioni di litio sono composti da materiali che hanno la capacità di permettere il passaggio degli ioni attraverso le loro membrane porose, mentre allo stesso tempo mantengono una separazione fisica tra gli elettrodi, evitando cortocircuiti. Inoltre, questi materiali devono essere resistenti alla degradazione durante il funzionamento della batteria. Nelle batterie agli ioni di litio a film sottili, il separatore deve essere un solido sottile e flessibile, solitamente a base polimerica. Questi materiali separatori sono utilizzati per garantire una maggiore efficienza nei sistemi a film sottili rispetto a quelli tradizionali.

## Sviluppo scientifico
Lo sviluppo delle batterie a stato solido a film sottile consente la produzione a rotolo per ridurre i costi di produzione. Le batterie a stato solido possono anche offrire una maggiore densità di energia a causa della riduzione del peso complessivo del dispositivo, mentre la loro natura flessibile consente una progettazione innovativa e una maggiore facilità di integrazione del prodotti dell'elettronica. Tuttavia, è ancora necessario sviluppare materiali catodici che resistano alla riduzione della capacità che avviene a seguito di numerosi cicli di ricarica.
| Tecnologia precedente            | Tecnologia sostitutiva                         | Risultato                                                         |
| -------------------------------- | ---------------------------------------------- | ----------------------------------------------------------------- |
| Elettrolita a base di soluzione  | Elettrolita allo stato solido                  | Maggiore sicurezza e durata del ciclo                             |
| Separatori polimerici            | Separatore di carta                            | Diminuzione del costo aumento della velocità di conduzione ionica |
| Collettori di corrente metallici | Collettori di corrente in nanotubi di carbonio | Diminuzione del peso del dispositivo, maggiore densità di energia |
| Anodo di grafite                 | Anodo di nanotubi di carbonio                  | Diminuzione della complessità del dispositivo                     |

## Produttori
- Manifattura Murata[7]

## Applicazioni
I progressi compiuti nella batteria agli ioni di litio a film sottile consentono molte potenziali applicazioni. La maggior parte di queste applicazioni mira a migliorare i prodotti consumer e medici attualmente disponibili. Le batterie agli ioni di litio a film sottile possono essere utilizzate per realizzare elettronica portatile più sottile, poiché lo spessore della batteria necessario per far funzionare il dispositivo può essere notevolmente ridotto. Queste batterie hanno la capacità di essere una parte integrante di dispositivi medici impiantabili, come defibrillatori e stimolatori neurali, schede "intelligenti", tag RFID (Identificazione a radiofrequenza) e sensori wireless. Possono anche essere utilizzate per immagazzinare l'energia raccolta da celle solari o altri dispositivi di raccolta. Ciascuna di queste applicazioni è possibile grazie alla flessibilità, alle dimensioni ealla form. Le dimensioni di questi dispositivi non devono più essere vincolate dalle dimensioni della batteria. Le batterie a film sottili possono essere integrate nei dispositivi molto più facilmente.

### Dispositivi di accumulo di energia rinnovabile
La batteria agli ioni di litio a film sottile può essere utilizzata come dispositivo di accumulo per l'energia raccolta da fonti rinnovabili con un tasso di generazione variabile, come una cella solare o una turbina eolica. Queste batterie possono essere realizzate per avere un basso tasso di auto discarica, il che significa che possono immagazzinare energia per lunghi periodi di tempo. Completamente cariche potrebbero quindi essere utilizzate per alimentare alcune o tutte le altre applicazioni potenziali elencate di seguito, o fornire un'alimentazione più affidabile a una rete elettrica per uso generale.

### Smart card
Le smart card sono della stessa dimensione di una carta di credito, ma contengono un microchip che può essere utilizzato per accedere alle informazioni, dare autorizzazioni o elaborare un'applicazione. Queste carte possono resistere a condizioni di produzione estreme, con temperature comprese tra 130 e 150 °C, necessarie per completare i processi di laminazione ad alta temperatura e alta pressione. Queste condizioni possono causare la rottura di altre batterie a causa della fuoriuscita di gas o della degradazione dei componenti organici al loro interno. Le batterie agli ioni di litio a film sottile si sono dimostrate essere resistenti a temperature comprese tra -40 e 150 °C.

### Tag RFID
I tag RFID ( Radio Frequency Identification ) possono essere utilizzati in diversi ambiti. Questi tag possono essere utilizzati nel confezionamento, nel controllo dell'inventario, o essere utilizzati per verificare l'autenticità di un bene e persino consentire o negare l'accesso a qualcosa. Questi tag ID possono integrare altri sensori per consentire il monitoraggio dell'ambiente fisico, come la temperatura o gli urti durante il viaggio o la spedizione di un bene. Poiché la distanza necessaria per leggere le informazioni nel tag dipende dalla potenza della batteria, più le informazioni vogliono essere lette a distanza, più forte dovrà essere la potenza di trasmissione e quindi maggiore sarà la capacità di alimentazione richiesta. Più questi tag diventano complessi, più le batterie dovranno essere potenti. Le batterie agli ioni di litio a film sottile hanno dimostrato di potersi adattare ai design dei tag grazie alla loro flessibilità sia in termini di dimensioni che di forma e sono sufficientemente potenti da poter essere integrate nei tag. I metodi di produzione a basso costo, come la laminazione a rullo, di queste batterie possono consentire l'implementazione di questo tipo di tecnologia RFID in applicazioni usa e getta.

### Dispositivi medici impiantabili
Sono stati sintetizzati film sottili di LiCoO2 in cui la riflessione dei raggi X massima è debole o assente, indicando un alto grado di orientamento preferito. Le batterie allo stato solido a film sottile con queste pellicole catodiche tessute possono essere utilizzate in applicazioni che richiedono densità di corrente elevate. Ad esempio, per una delle celle il 70 % della capacità massima tra 4,2 V e 3 V (circa 0,2 mAh/cm²) è stato erogato a una corrente di 2 mA/cm².  In cicli di 0,1 mA/cm², la perdita di capacità era dello 0,001%/ciclo o inferiore. L'affidabilità e le prestazioni rendono le batterie a film sottile Li LiCoO2 adatte all'applicazione in dispositivi impiantabili come stimolatori neurali, pacemaker e defibrillatori.
I dispositivi medici impiantabili necessitano di batterie capaci di fornire una fonte di alimentazione costante e affidabile il più a lungo possibile. Queste applicazioni richiedono una batteria che abbia un basso tasso di auto scarica, e una grande potenza con nel caso di un defibrillatore impiantabile. Inoltre, se impiantate, le batterie dovranno sopportare molti cicli, per far si che tali dispositivi non dovranno essere sostituiti o sottoposti a manutenzione frequentemente. Il passaggio da un elettrolita liquido a uno solido ha consentito a queste batterie di assumere quasi qualsiasi forma senza avere perdite, ed è stato dimostrato che alcuni tipi di batterie al litio ricaricabili a film sottile possono durare per circa 50 000 cicli ci carica. Un altro vantaggio di queste batterie a film sottile è che possono essere disposte in serie per fornire una tensione pari alla somma delle tensioni delle singole celle. Questo caratteristica può essere sfruttata per ridurre l'ingombro della batteria nella progettazione di un dato dispositivo.

### Sensori senza fili
I sensori senza fili, per essere efficaci, devono essere capaci di trasmettere i dati per tutta la durata del loro ciclo di vita, sia che siano utilizzati nella spedizione di pacchi o nel rilevamento di alcuni composti indesiderati sia che siano impiegati nel controllo dell'inventario in un magazzino. Inoltre, il sensore wireless deve essere adattabile ad ogni tipo di applicazione. La batteria di conseguenza deve potersi adattare all'interno del sensore. Ciò significa che la batteria deve essere di lunga durata, di dimensioni ridotte, economica. Se utilizzate nelle tecnologie usa dovranno soddisfare i requisiti dei processi di raccolta e trasmissione dei dati.